# Philip J. Lang
Philip Emil Joseph Lang (New York, 17 april 1911 – Branford, 22 februari 1986) was een Amerikaanse componist, muziekpedagoog en arrangeur. Hij arrangeerde en orkestreerde meer dan 50 shows voor de Broadway theaters.

## Levensloop
Lang studeerde aan het Ithaca College School of Music in Ithaca en behaalde zijn Bachelor of Music. Verder studeerde hij aan de Columbia-universiteit en de Juilliard School of Music in New York en behaalde zijn Master of Music. Hij doceerde aan verschillende universiteiten, zoals de Universiteit van Michigan en de Universiteit van Colorado. In 1934 werd hij medewerker van Chappell Music en werkte daar als arrangeur. Hij werd hoofd van de medewerkers voor de orkestraties van muzikale shows en als doel waren rond vijf shows voor de Broadway theaters per jaar af te werken (te orkestreren). In het gevolg werkte hij met Robert Russell Bennett, Don Walker en Ted Royal samen. 
Bij de orkestratie van Irving Berlins Annie Get Your Gun integreerde hij voor het eerst de zogenaamde "microfoontechniek" waarin de zanger de melodielijn zou uitvoeren zonder veel steun en begeleiding van het orkest. Later zou hij dat gebruiken tot uitstekend effect voor Rex Harrisons sprekend-zingende partij in My Fair Lady, maar er waren ook zangers zoals Ethel Merman, die verwachten een helemaal orkestrale ondersteuning. Van zijn hand is ook de orkestratie van de Broadway shows Li'l Abner (1956), Hello, Dolly! (1964), Mame (1966), George M! (1968), Annie (1977) en 42nd Street (1980). 
Gedurende zijn carrière was Lang een productief arrangeur en componist van werken voor harmonieorkesten. Vaak was hij ook gastdirigent van schoolharmonieorkesten en tijdens clinics. Lang was een veel gevraagd jurylid tijdens wedstrijden en concoursen. 

## Composities

### Werken voor orkest
- 1938 Jay Walk, foxtrot
- 1938 Promenade - Hare and the Hounds
- 1939 I've been Dreaming
- 1939 Listen to the Mocking Bird
- 1952 Dark Eyes, voor orkest

### Werken voor harmonieorkest
- 1942 Band Wagon - bewerkt door C. E. Wheeler
- 1944 Gay 90's Overture
- 1944 Sea Medley
  1. Sailing, Sailing
  2. Blow the Man Down
  3. Rocked in the Cradle of the Deep
  4. Nancy Lee
- 1944 Yuletide Overture - A Fantasy of Christmas Melodies
  1. Jingle bells
  2. Adeste fideles
  3. God rest ye, merry gentlemen
  4. Silent night
- 1946 Salute to Allies, ouverture
- 1947 Brass Band Boogie
- 1948 Dark Eyes
- 1948 La Varsoviana (Put your Little Foot), Mexicaanse folksong
- 1949 Do-si-do
- 1949 The Big Top
- 1950 Trumpet and Drum, voor trompet, kleine trom en harmonieorkest
- 1952 Musical Memories Overture
- 1953/1958 Carnival Suite
- 1953 Dixieland Band Book
- 1953 Thunderbird Overture
- 1956 Turquoise Blue
- 1957 Period Piece, gavotte
- 1958 Big M Band Book
- 1958 College Rhapsody
- 1959 African Safari
- 1962 Hava Nagila Fantasy
- 1970 Ballet Class
- 1979 Revival
- 1981 Pow Wow
- Highlights from "South Pacific"
- Israeli Fantasy
- Stephen Foster Suite
  1. Overture
  2. I dream of Jeannie with the light brown hair
  3. Way down upon the Swanee River
  4. Beautiful dreamer
  5. Camptown races

### Bewerkingen van klassieke werken voor harmonieorkest
| Voltooid  | Componist                | Titel                                             | Aanmerkingen                                                                 |
| --------- | ------------------------ | ------------------------------------------------- | ---------------------------------------------------------------------------- |
| 1943      | Morton Gould             | Red Cavalry March                                 | gebaseerd op Cavalry of the Steppes Lev Knipper                              |
|           | Morton Gould             | American Salute                                   |                                                                              |
|           | Morton Gould             | March of the Leathernecks                         |                                                                              |
|           | Morton Gould             | Yankee Doodle                                     |                                                                              |
| 1943      | Sergej Prokofjev         | Gavotte: from "Classical Symphony"                |                                                                              |
| 1943      | Dmitri Sjostakovitsj     | Danse from "The Golden Age" ballet suite, op. 22  |                                                                              |
| 1947      | Luigi Denza              | Funiculi funicula                                 |                                                                              |
| 1947      | Ronnie Munro             | Musical typist                                    | voor piano, xylofoon en harmonieorkest of piano, accordeon en harmonieorkest |
| 1947      | Charles Williams         | Dream of Olwen                                    |                                                                              |
| 1947-1948 | Leroy Anderson           | Promenade                                         |                                                                              |
| 1950      | Leroy Anderson           | A Trumpeter's Lullaby                             |                                                                              |
|           | Leroy Anderson           | The Syncopated Clock                              |                                                                              |
|           | Leroy Anderson           | Fiddle-Faddle                                     |                                                                              |
| 1951      | Frank Loesser            | Guys and Dolls, ouverture                         |                                                                              |
| 1952      | Charles Wakefield Cadman | The minstrel of Kashmira                          |                                                                              |
| 1952      | Raymond Scott            | March of the Slide Trombones                      | voor trombone (of 3 trombones) solo                                          |
| 1952      | Donald Phillips          | Cuban Holiday                                     |                                                                              |
| 1954      | Richard Rodgers          | Slaughter on Tenth Avenue                         | voor piano en harmonieorkest                                                 |
| 1955      | Arthur Benjamin          | Jamaican Rumba                                    |                                                                              |
| 1958      | Johann Sebastian Bach    | Air: from "Suite in D major"                      |                                                                              |
| 1959      | Morton Gould             | Folk Suite-Overture                               |                                                                              |
| 1961      | Gian Carlo Menotti       | Excerpts from "Sebastian ballet"                  |                                                                              |
| 1964      | Antonio Vivaldi          | Concerto in B flat F. IX, no. 1                   | voor twee trompetten en harmonieorkest                                       |
| 1966      | Gian Carlo Menotti       | Overture and Caccia                               |                                                                              |
| 1969      | Jerry Herman             | Hello, Dolly!                                     | Soundtrack Highlights                                                        |
| 1972      | Aaron Copland            | Waltz and Celebration                             |                                                                              |
| 1972      | Emmanuel Chabrier        | Mazurka, fête Polonaise, from "Le Roi malgré lui" |                                                                              |
| 1977      | Cole Porter              | Ballet                                            | gebaseerd op het ballet Within the quota                                     |
| 1977      | Charles Strouse          | Selections from "Annie"                           |                                                                              |
|           | Jack Lawrence            | Heave-ho my lads, heave-ho                        |                                                                              |
|           | Meredith Willson         | Selections from "The Music Man"                   |                                                                              |

### Kamermuziek
- Madrigal freely adapted from Thomas Morley, voor saxofoonkwartet, contrabas en slagwerk

## Publicaties
- Scoring for the Band, New York: Belwin-Mills Publication Corp., 1950. 215 p.[2]
- Scoring for the Band - Workbook, New York: Belwin-Mills Publication Corp., 1953. 62 p.